# ローラン・ヤン
- ローラン・ヤンス

ローラン・ヤン（Laurent Jans, 1992年8月5日 - ）は、ルクセンブルク・ルクセンブルク市出身のサッカー選手。ルクセンブルク代表。SVヴァルトホーフ・マンハイム所属。ポジションはDF。

## クラブ経歴
2011年に国内リーグルクセンブルク・ナショナルディビジョンのCSフォラ・エシュのトップチームに昇格し、プロデビュー。2012-13、2014-15シーズンにリーグ優勝を経験するなど、チームの中心選手として活躍。2014年夏にはダンディー・ユナイテッドFCの入団テストを受けるも不合格に終わった。
2015年7月1日、ベルギー・ファースト・ディビジョンAのワースラント＝ベフェレンと契約し、3シーズン先発選手として活躍。2018年にリーグ・アンのFCメスに移籍するも、2018-19シーズンはリーグ戦9試合の出場にとどまった。
2019年7月12日、ブンデスリーガのSCパーダーボルン07に、1年間のローン移籍で加入したことが発表された。
2020年10月5日、スタンダール・リエージュへ完全移籍。
2021年5月、スパルタ・ロッテルダムに移籍。
2022年8月19日、SVヴァルトホーフ・マンハイムに移籍。
2024年の夏、ヤンスは古巣であるS.K.ベフェレンと契約を結んだ。

## 代表経歴
ヤンスはルクセンブルクU-19代表およびルクセンブルクU-21代表でプレーした。 彼は2012年、2014 FIFAワールドカップ・予選のイスラエル代表戦でルクセンブルク代表としてA代表デビューを果たした。 2023年11月19日、彼はUEFA EURO 2024予選のリヒテンシュタイン代表戦（アウェー、1-0勝利）で自身100試合目の国際試合に出場した。